# Vigílio de Trento
São Vigílio de Trento (em italiano San Vigilio di Trento) é o padroeiro e terceiro bispo de Trento. Não deve ser confundido com o papa de mesmo nome. O nome Vigílio não deve ser confundido com São Virgílio.
O pai de Vigílio não é conhecido, mas alguns o chamam de Teodósio. Sua mãe Maxentia e seus irmãos Claudian e Magorian também são listados entre os santos. Nascido em uma família de patrícios, ele foi para Trento com a família em tenra idade, e estudou em Atenas, onde parece ter sido amigo de São João Crisóstomo. Retornou para Roma e depois para Trento em 380, onde foi aclamado bispo pelo povo. Vigílio foi ordenado por Valeriano de Aquileia, ou possivelmente por Santo Ambrósio, bispo de Milão, que doou as insígnias episcopais e mostrou uma solicitude paterna por Vigílio.
São Vigílio empenhou-se na evangelização e combate ao arianismo e paganismo no norte da Itália. Era auxiliado por mais três sacerdotes missionários, Sisínio, Martiro e Alessandro, naturais da Capadócia e vindos de Milão. Fundou trinta paróquias, pregou em Brescia e Verona, que ficavam fora de sua diocese, e teria fundado a Igreja de Santa Maria Maggiore de Trento. Seus companheiros foram mortos e queimados em Sanzeno, onde tentavam converter os pagãos ao cristianismo. Vigílio recolheu as relíquias dos mártires, e as enviou para Constantinopla e Milão, e escreveu De Martyrio SS. Sisinnii, Martyrii et Alexandri.

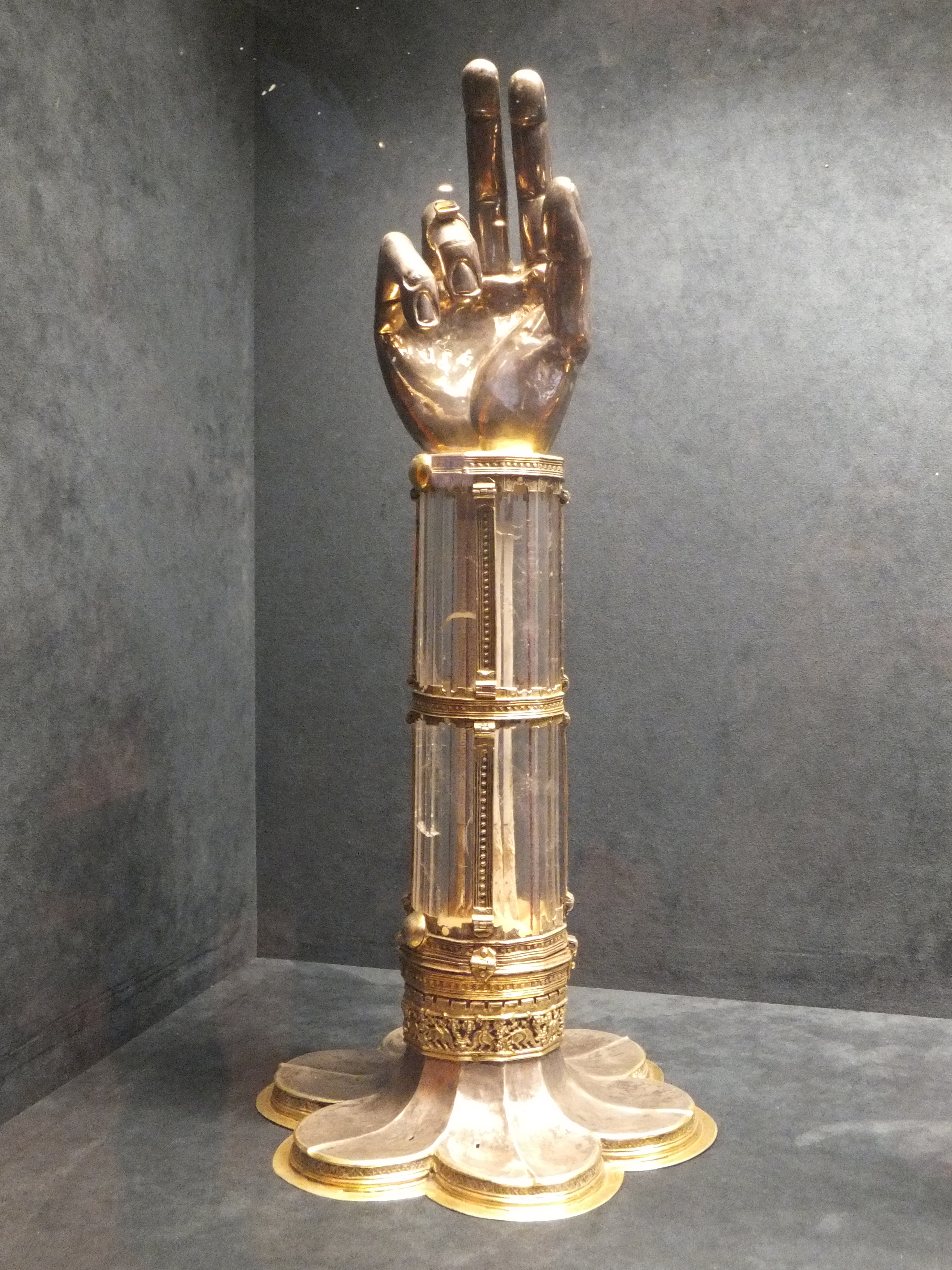
Relicário de São Vigílio.

Acompanhado por seus irmãos e um padre chamado Juliano, Vigílio foi para o oeste de Trento, no Vale Rendena, para pregar aos adoradores de Saturno. Em um local que agora é a paróquia de Rendena, ele celebrou a missa e jogou a estátua de Saturno no rio Sarca. Enfurecidos, os pagãos o apedrejaram até a morte. O corpo foi levado de volta a Trento e enterrado na igreja construída por Vigílio. Os atos de sua vida e martírio foram imediatamente enviados a Roma. O papa Inocêncio I deu-os ao imperador Honório como proteção em uma de suas expedições militares. Ele parece ter recebido uma canonização formal, pois Bento XIV ("De canonizat. SS.", Prato, 1839, I, ch. iv, no. 12), o chama de primeiro mártir canonizado por um papa. Bispo Eugípio, sucessor de Vigílio na Sé de Trento, ampliou a igreja e a dedicou a São Vigílio, que tornou-se a Catedral de Trento. Em 1386, a mão direita foi separada do corpo e colocada em um relicário. Muitas igrejas na região de Tirol recebem o nome do santo.